# Germaine Thyssens-Valentin
Germaine Thyssens-Valentin, née à Maastricht le 2 juillet 1902, et décédée à Paris le  7 juillet 1987, est une pianiste de musique classique.

## Biographie
Germaine Thyssens-Valentin est l'aînée d'une famille de trois enfants. Elle est née d'une mère alsacienne, Jeanne Schmidt et d'un père Hollandais, Jean Thyssens. Ce dernier meurt en 1907, lorsqu'elle a quatre ans. Poussée par sa mère, c'est vers cinq ans qu'elle commence l'étude du piano ainsi que du clavecin. Elle intègre le Conservatoire royal de Liège, où elle étudie le solfège, le piano et le clavecin.
Germaine Thyssens-Valentin se produit pour la première fois à huit ans, dans le Concerto pour piano n° 23 de Mozart. Âgée de treize ans, elle entre au Conservatoire de Paris, dans la classe d'Isidor Philipp (elle a pour consœur, notamment, Jeanne-Marie Darré) puis Marguerite Long. Pendant ses études, pour vivre, elle accompagne les projections de films et donne des leçons de piano.
Elle remporte son prix en 1920.
En décembre 1924, mariée à Paul Valentin, et bien que dotée d'un poste de soliste aux Concerts Colonne, elle interrompt sa carrière, pour élever leurs cinq enfants. Elle revient à la scène en 1951, après vingt-cinq années de silence, jouant le même concerto de Mozart de sa huitième année. Elle donne des récitals en Europe (Paris, Belgique, Rome pour la radio) et en Afrique. Elle se produit aussi au Festival de Salzbourg sous la direction de Bernhard Paumgartner.
En 1956, Thyssens-Valentin devient la première personne à jouer l'intégrale de la musique pour piano de Gabriel Fauré lors d'une série de concerts. Elle joue une seconde fois le cycle complet l'année suivante.
En 1958, puis jusqu'en 1966, elle donne des cours d'interprétation. Dans les années 1960, Germaine Thyssens-Valentin se produit avec des ensembles de chambre tels que le Quatuor Loewenguth, le Trio Pasquier, Paul Tortelier et Gaston Poulet pour donner la première intégrale de la musique de chambre de Fauré en cinq soirées.
Elle donne son dernier récital le 29 novembre 1983 à la salle Cortot, jouant le concerto italien de Bach, la fantaisie en ré mineur de Mozart, la sonate « La Tempête » de Beethoven, Thème et variations de Fauré, et Children's corner de Debussy; en bis, le 8e nocturne de Fauré. Elle est la grand-mère de l'archetier Benoît Rolland (en).

## Répertoire
Germaine Thyssens-Valentin possédait des affinités particulières avec les clavecinistes tels Bach, Rameau ou Couperin en raison de ses études de l'instrument. Mais elle jouait aussi Mozart, Chopin, Schumann. Elle interprétait aussi les compositeurs espagnols comme Falla, Albéniz, Joaquín Nin et Granados, et les français Debussy, Ravel ou Séverac. Mais c'est avec Fauré que l'on peut identifier son maître d'élection, qu'elle redécouvre lors de sa seconde carrière.

## Éditions
- Fauré, Nocturnes 1 à 8, doigtés de Germaine Thyssens-Valentin - éd. Hamelle, 1958

## Discographie
Germaine Thyssens-Valentin a essentiellement enregistré pour Ducretet-Thomson, qui avait pour directeur artistique, André Charlin.
- Debussy, En blanc et noir - avec Jeanne Manchon-Thaïs, piano (Testament)
- Fauré, Œuvres pour piano - (1956-59, Testament SBT 1215, 1262, 1263, 1400)
- Fauré, Quintettes avec piano, Quatuor avec piano n° 1, Élégie, Berceuse, Andante, Dolly, - Quatuor de l'ORTF (Éditions A. Charlin)
- Franck, Prélude, choral & fugue (1954, Testament)
- Franck, Prélude, aria & finale (1954, Testament)
- Mozart, Concerto pour piano n° 23 Kv 488 - Camerata Academica de Salzbourg, dir. Bernhard Paumgartner (1953, Testament SBT 1401)

## Pour approfondir